# Malthonica podoprygorai
Malthonica podoprygorai är en spindelart som beskrevs av Mykola M. Kovblyuk 2006. Malthonica podoprygorai ingår i släktet Malthonica och familjen trattspindlar.
Artens utbredningsområde är Ukraina. Inga underarter finns listade i Catalogue of Life.